# Bürgerstiftung Coesfeld
Die Bürgerstiftung Coesfeld ist eine unabhängige, privat gegründete Einrichtung mit dem Ziel, das ehrenamtliche Engagement und die gemeinnützige Arbeit in der Stadt Coesfeld und Coesfeld-Lette zu stärken.
Die Bürgerstiftung wurde 2004 von den 115 Gründungsstiftern und -stifterinnen mit einem Startkapital von 136.500 Euro ausgestattet. Dieses ist durch vielfache Zustiftungen auf inzwischen über 1,4 Mio. Euro angewachsen. Darüber hinaus verwaltet die Bürgerstiftung Treuhandvermögen für unselbständige Stiftungen von fast 1,2 Mio. Euro einschließlich einer Immobilie. Zuflüsse aus dem Windpark Letter Bruch haben zuletzt deutliche Steigerungen des Förderumfangs ermöglicht.
Seit Februar 2025 hat die Bürgerstiftung Coesfeld ihre Geschäftsstelle im Erdgeschoss des denkmalgeschützten Gebäudes „Alte Sparkasse/Hoffmeister-Haus“ in Coesfeld. Durch das Vermächtnis von Dr. Heiner Hoffmeister wurde es der Bürgerstiftung Coesfeld ermöglicht, in dem Gebäude langfristig eine Heimat zu finden.